# Michael Paget
Michael 'Padge' Paget (12 de septiembre de 1978 - actualidad) es un integrante de la banda galesa de heavy metal, Bullet For My Valentine, en la que actualmente toca la guitarra solista y hace las segundas voces ocasionalmente en canciones como Hand Of Blood, Spit you Out, 4 words (To Choke Upon), entre otras. Actualmente es considerado como uno de los mejores guitarristas, gracias a sus grandes improvisaciones en vivo, y su gran versatilidad para los riffs y solos.
Una de sus grandes influencias es Metallica y dicho por él, es la banda que más ansias tenía de acompañar en el escenario. Su destacada forma de tocar, aparte de acompañar en el canto a Matt Tuck, ha hecho que el grupo tenga éxito tanto en el Reino Unido como alrededor del mundo. 
Sus primeros pasos fueron con una guitarra MIRRS de 1975 que utilizaba también Jimmy Hendrix. Actualmente Michael es guitarrista para ESP, llegando a tener su propio modelo, y es uno de sus principales bastones de su escudería de patrocinados, al igual que otros grandes guitarristas como Alexi Laiho y Kirk Hammett. 

## Inicios e Influencias
Comenzó a la edad de 9 años, cuando obtuvo su primera guitarra eléctrica, la cual aprendió a tocar por su propia cuenta, versionando canciones de sus bandas favoritas como Metallica, Nirvana, Pantera y Megadeth, entre otras. Para sus solos de guitarra suele emplear técnicas como el sweep-picking y el tapping. También se conoce su admiración por Dimebag Darrell de Pantera y su afición por la música blues.
En una entrevista realizada a finales de 2011, Paget ha confirmado que tiene intención de sacar un álbum en solitario. Para este proyecto paralelo a Bullet For My Valentine, ha dicho que: "ya he escrito 7 canciones y que continuaré trabajando en él en mis ratos libres. Será heavy metal, con poderosos riffs, una fuerte influencia del blues y muchos solos de guitarra por todas partes. Va a ser genial". Sobre la fecha de lanzamiento de este proyecto no ha dicho nada.

## Discografía
- Bullet for My Valentine (EP) (2004)
- Hand of Blood (2004)
- The Poison (2005)
- Scream Aim Fire (2008)
- Fever (2010)
- Temper Temper (2013)
- Venom (2015)
- Gravity (2018)
- Bullet for My Valentine (2021)